# المنصور محمد یکم، امیر حماة
منصور محمد، امیر حمات (انگلیسی: Al-Mansur Muhammad, Emir of Hama؛ – ۱۲۱۳)، امیر ایوبی حمات و پسر مظفر عمر بود که سال ۱۱۹۱ تا ۱۲۱۹ بر این شهر حکومت می‌کرد.